# Дехестан
Дехестан (перс. دهستان‎) — сельский округ (волость), административно-территориальная единица Ирана, являющаяся составной единицей бахша (района). Название «дехестан» происходит от слова «дех» (деревня) (см. дехкане). Дехестан объединяет несколько сёл (руста). Руководитель дехестана — дехдар (староста). Орган управления — дехдари (сельсовет).

## Другое
Дехистан — исторический район на западе Туркменистана, состоящий из большого кладбища Машат с мавзолеем Шир-Кабир X века и руин города Миссириан X—XV веков.